# Хейворт, Рита
Ри́та Хе́йворт (также Хе́йуорт англ. Rita Hayworth, имя при рождении — Маргари́та Ка́рмен Канси́но (англ. Margarita Carmen Cansino), 17 октября 1918[…], Нью-Йорк, Нью-Йорк — 14 мая 1987[…], Верхний Вестсайд, Нью-Йорк, США) — американо-испанская киноактриса и танцовщица, одна из наиболее знаменитых звёзд Голливуда 1940-х годов.

## Биография
Родилась 17 октября 1918 года в Бруклине, Нью-Йорк в семье известного исполнителя испанских танцев фламенко, выходца из Севильи Эдуардо Кансино и полуирландки-полуангличанки Волги Хейворт (англ. Volga Hayworth), хористки из шоу Фло Зигфелда «Безумства Зигфелда». В семье росли также двое сыновей, Эдуардо-младший и Вернон. С 12 лет Рита начала выступать со своим отцом в ночных клубах и в шоу испанских танцев. Отец начал сексуально домогаться её в совсем юном возрасте, мать Риты спала с ней в одной постели, чтобы прекратить это.
Отец хотел, чтобы Хейворт стала профессиональной танцовщицей, а мать надеялась, что она станет актрисой. Позднее в интервью Хейворт признавалась:

С того момента как мне исполнилось три с половиной года и я могла прочно стоять на ногах — меня начали учить танцевать. Мне не очень нравилось это делать…но у меня не хватило смелости признаться отцу, поэтому я продолжала заниматься. Репетиция за репетицией, вот такое было у меня детство.

В 1927 году семья переехала в Голливуд. Эдуардо Кансино основал свою собственную танцевальную студию, где обучал таких звёзд, как Джеймс Кэгни и Джин Харлоу.
В 1931 году Эдуардо и 12-летняя Маргарита Кансино создали дуэт «Танцующие Кансино» и начали выступать. Поскольку в соответствии с законодательством Калифорнии Маргарита была слишком молода, чтобы работать в ночных клубах и барах, её отец взял её с собой в город Тихуана, Мексика. В начале 1930-х годов этот город был популярным туристическим местом для жителей Лос-Анджелеса. Когда они находились в Тихуане, отец Хейворт продолжал подвергать её сексуальному насилию, называя её своей женой и одевая её в нарочито откровенную одежду.
В 16 лет Хейворт сыграла в фильме «Крус Дьябло», а затем в фильме «В Кальенте» с мексиканской актрисой Долорес дель Рио. Она танцевала с отцом в таких ночных клубах, как Foreign и Caliente. В 1935 году Хейворт привлекла внимание студии 20th Century Fox и начала сниматься в кино под именем Рита Кансино.

## Карьера
Поначалу роли Риты были не слишком заметными. Глава студии Columbia Pictures, Гарри Кон и промоутер, Эдвард Джадсон, посоветовали ей изменить псевдоним и внешний вид. По их настоянию она взяла девичью фамилию матери — Хейворт, изменила цвет волос на рыжий, а так же подверглась электролизу, чтобы поднять линию роста волос. Благодаря этим переменам она стала похожа на типичную американку, что поспособствовало продвижению ее карьеры.
Первой значительной работой Риты стала роль в фильме Ховарда Хоукса «Только у ангелов есть крылья» (1939), где она снималась вместе с такими звёздами, как Кэри Грант и Джин Артур. Последовавшие позже «Клубничная блондинка» (1941) режиссёра Рауля Уолша, «Кровь и песок» (1941) Рубена Мамуляна, «Девушка с обложки» Чарльза Видора (1944) сделали Риту Хейворт популярной. В музыкальных комедиях «Ты никогда не будешь богаче» (1941) и «Ты никогда не была восхитительнее» (1942), где Хейворт снимается в паре со знаменитым Фредом Астером, кинозрители смогли увидеть актрису во всём её блеске. Здесь Рите пригодилось танцевальное мастерство, которому она училась всю свою жизнь.

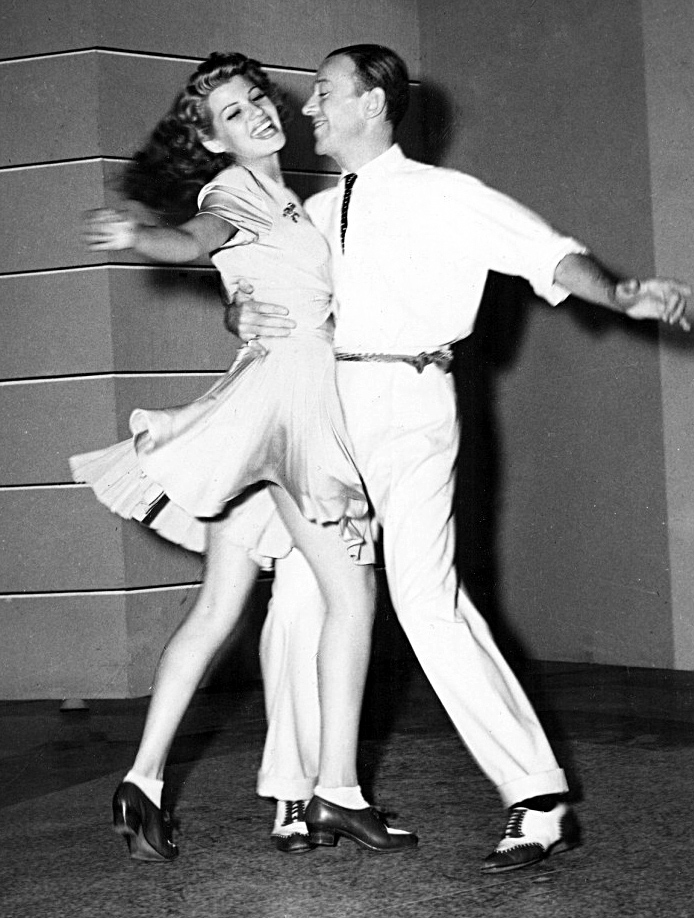
С Фредом Астером в фильме «Ты никогда не была восхитительнее» (1942)

Когда Астера спросили, кто его любимая партнерша по танцам, он попытался не отвечать на вопрос, но позже признался, что это была Хейворт: «Хорошо, я назову имя», — сказал он. «Но если вы когда-нибудь опубликуете это, я поклянусь, что солгал. Это Рита Хейворт». Позже он прокомментировал: «Рита танцевала с тренированным совершенством и индивидуальностью».
Вершиной карьеры Хейворт стала любовная мелодрама «Гильда» Чарльза Видора (1946), сделавшая её непререкаемой богиней голливудского Олимпа, эротическим идолом Америки. После выхода картины, широко сообщалось, что атомная бомба, которая должна была быть испытана на Маршалловых островах в Тихом океане, будет иметь изображение Хейворт. Хотя этот жест являлся комплиментом, Хейворт была глубоко оскорблена им. Орсон Уэллс, который тогда был ее мужем, вспоминал:

«Рита разозлилась, когда узнала, что ее образ будет изображен на атомной бомбе. Она почти сошла с ума от ярости, она была так зла … Она хотела поехать в Вашингтон, чтобы провести пресс-конференцию, но Гарри Кон не позволил бы ей этого, потому что это было бы непатриотично».

Уэллс пытался убедить Хейворт, что весь этот бизнес не был рекламным трюком Кона, что это просто дань уважения ей со стороны летного экипажа.
Хейворт снималась также в фильмах Джорджа Кьюкора, Орсона Уэллса, Джозефа Манкевича, Жоржа Лотнера и других известных режиссёров. Женское обаяние и красота сделали Риту Хейворт одной из самых популярных кинозвёзд своего времени, фильмы с её участием имели огромный успех не только в США, но и в Европе. Несмотря на то, что в кинокарьере актрисы (в период 1937—1957 годов) было много «поющих» ролей, её пение как правило дублировалось.

## Личная жизнь
Хейворт была замужем пять раз, ни с кем из мужей она не прожила более пяти лет. В 1937 году, когда Хейворт было 18 лет, она вышла замуж за Эдварда Джадсона, нефтяника, который был в два раза старше её. Они поженились в Лас-Вегасе. Он был её менеджером и помог Хейворт стать успешной. В 1942 году она подала на развод, сославшись на жестокость со стороны Джадсона. Хейворт утверждала, что Джадсон вынудил её передать ему значительную часть своего имущества, и она пообещала выплатить ему 12 тысяч долларов под угрозой, что он нанесёт большой вред её здоровью.
Второй муж — режиссёр Орсон Уэллс, от которого у неё была дочь Ребекка (1944—2004). Рита сыграла главную роль в фильме Уэллса «Леди из Шанхая» (1947), ради которой ей пришлось остричь свои длинные рыжие волосы и превратиться в блондинку. Вскоре после этого фильма Хейворт и Уэллс развелись.
Третьим мужем Хейворт был сын султана Ага-хана III принц Али Хан, от которого у неё 28 декабря 1949 года родилась вторая дочь, принцесса Ясмин Ага Хан. Хотя Рита стремилась начать новую жизнь за границей, вдали от Голливуда, специфический образ жизни и обязанности Али Хана оказались слишком сложными для Хейворт. Она изо всех сил пыталась соответствовать его друзьям, и ей было тяжело выучить французский язык. Али Хан также был известным ловеласом, подозревалось, что он был неверен Хейворт во время брака. С принцем Хейворт развелась в 1953 году. В том же году она вышла замуж за американского актёра и певца Дика Хеймса, с которым развелась уже в 1955 году. Последним мужем Риты в 1958—1961 годах был продюсер Джеймс Хилл (1916—2001).
У Хейворт также был многолетний роман с актёром Гленном Фордом, который начался во время съемок в 1945 году. Их отношения задокументированы в биографии Glenn Ford: A Life, написанной его сыном Питером. Питер рассказал в своей книге, что Хейворт забеременела от Форда во время съёмок фильма «Кармен», она поехала во Францию, чтобы сделать аборт. Позже Форд переехал и жил по соседству с Хейворт в Беверли-Хиллз в 1960 году, они были в отношениях в течение многих лет до начала 1980-х годов.

## Смерть

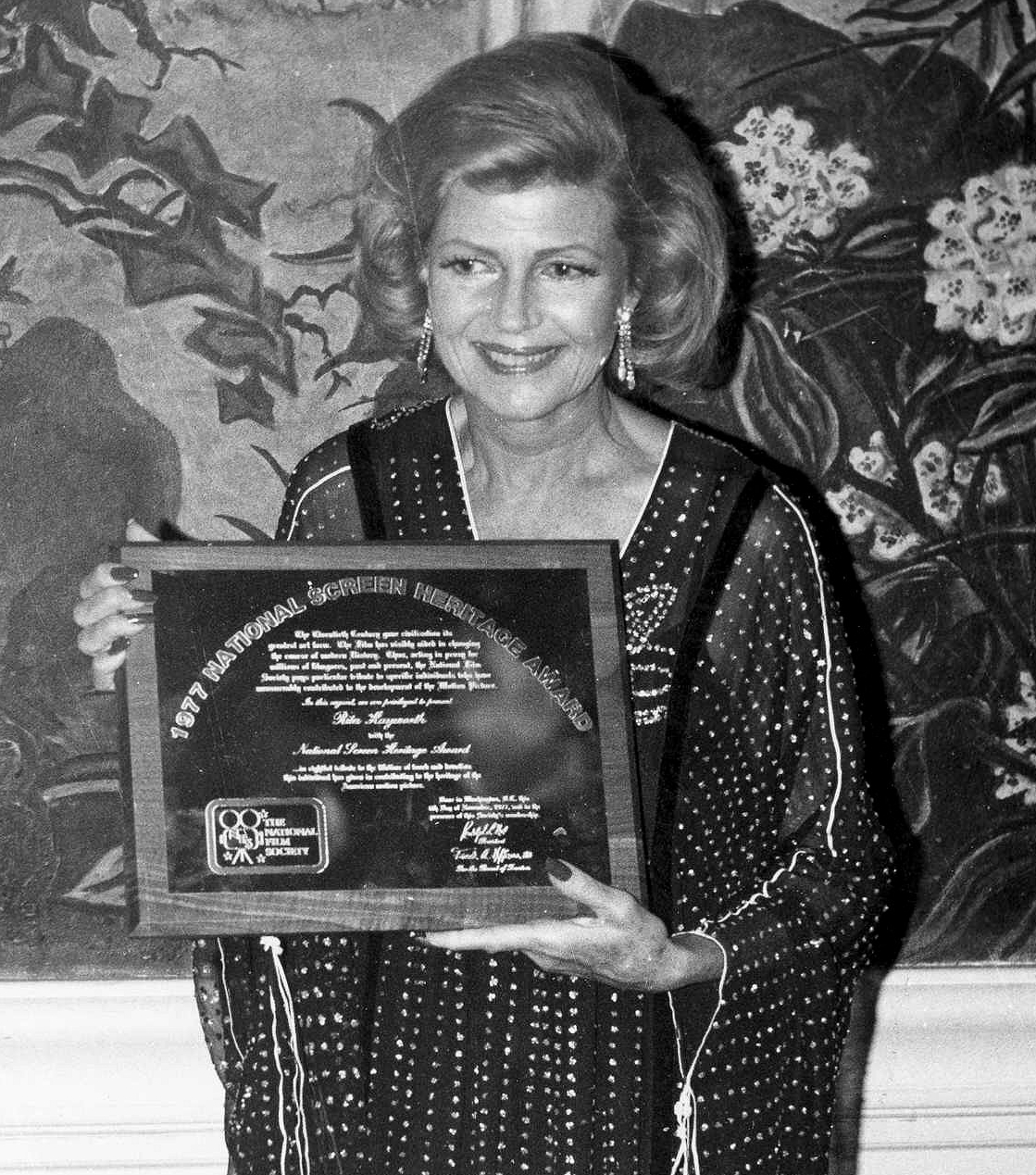
Рита Хейворт получает премию Наследие национального экрана в 1977 году

Начавшиеся у Хейворт в 1970-х годах проблемы с памятью врачи первоначально связывали с пристрастием к алкоголю и не сразу смогли диагностировать болезнь Альцгеймера.
Ясмин Ага Хан рассказала о болезни своей матери:

Она впадала в ярость время от времени. Я думала, что это алкоголизм, алкогольное слабоумие. Мы все так думали. Разумеется, газеты это подхватили. Мы испытали облегчение, когда узнали точный диагноз. Наконец-то мы знаем, что происходит, это болезнь Альцгеймера! До 1980 года врачи не могли определить, что это. Это были два десятилетия ада.

Трудности с запоминанием ролей привели к постепенному спаду в карьере и, в конечном счёте, к уходу из кино. В июле 1981 года состояние Хейворт заметно ухудшилось, и Верховный суд Лос-Анджелеса, посчитав, что актриса уже не может сама о себе заботиться, определил её под опеку дочери Ясмин, которая ухаживала за ней в последние годы жизни, а в мае 1987 года Рита Хейворт скончалась в своей квартире на Манхэттене.
Президент США Рональд Рейган выступил с заявлением:

Рита Хейворт являлась одной из самых любимых звезд нашей страны. Очаровательная и талантливая, она подарила нам много замечательных ролей на сцене и на экране и восхищала зрителей с раннего возраста. В более поздние годы она стала известна своей борьбой с болезнью Альцгеймера. Ее храбрость и откровенность, а также ее семья помогли привлечь внимание всего мира к болезни, от которой, как мы все надеемся, скоро научатся лечить. Нэнси и я опечалены смертью Риты. Она была для нас другом, и мы будем по ней скучать. Выражаем глубокое сочувствие ее семье.

Рита Хейворт включена в список 100 величайших звёзд кино по версии Американского института киноискусства.

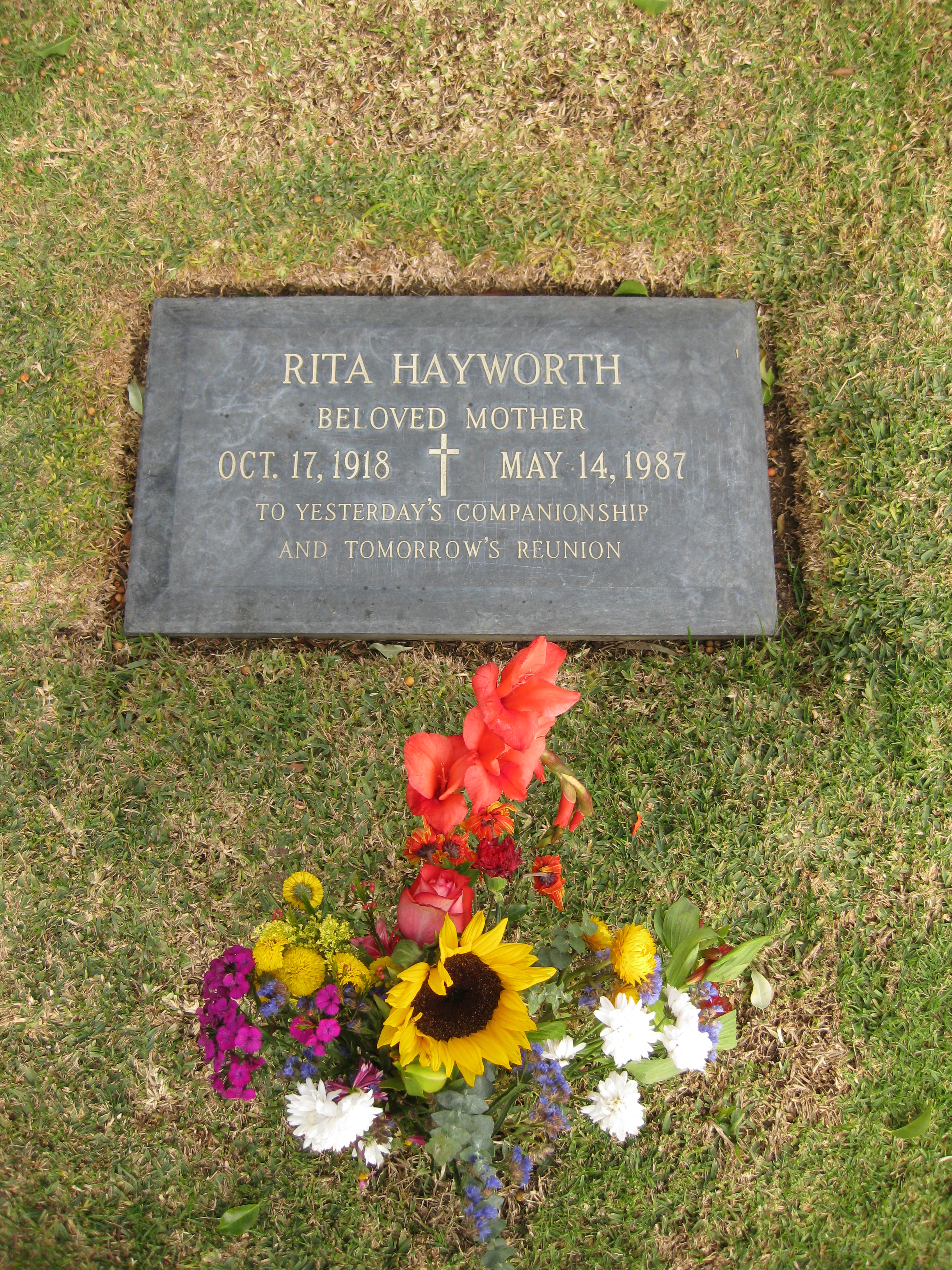
Могила Риты Хейворт на кладбище Святого креста в Калифорнии.

## Фильмография
| Год  |   | Русское название                  | Оригинальное название        | Роль                         |
| ---- | - | --------------------------------- | ---------------------------- | ---------------------------- |
| 1934 | ф | Крус Дьябло                       | Cruz Diablo                  | массовка                     |
| 1935 | ф | В Кальенте                        | In Caliente                  | н/д                          |
| 1935 | ф | В пампасах под Луной              | Under the Pampas Moon        | Кармен                       |
| 1935 | ф | Чарли Чан в Египте                | Charlie Chan in Egypt        | Найда                        |
| 1935 | ф | Ад Данте                          | Dante’s Inferno              | танцовщица                   |
| 1935 | ф | Шёлковые ноги                     | Piernas de seda              | балерина                     |
| 1935 | ф | Привет, гаучо!                    | Hi, Gaucho!                  | Долорес                      |
| 1935 | ф | Профессиональный солдат           | Professional Soldier         | цыганская танцовщица         |
| 1936 | ф | Пэдди О’Дэй                       | Paddy O’Day                  | Тамара Петрович              |
| 1936 | ф | Человеческий груз                 | Human Cargo                  | Кармен Соро                  |
| 1936 | ф | Танцующий пират                   | Dancing Pirate               | танцовщица                   |
| 1936 | ф | Встречайте Ниро Вульфа            | Meet Nero Wolfe              | Мария Марингола              |
| 1936 | ф | Бунт                              | Rebellion                    | Пола Кастильо                |
| 1937 | ф | Старая Луизиана                   | Old Louisiana                | Анхела Гонсалес              |
| 1937 | ф | По коням                          | Hit the Saddle               | Рита                         |
| 1937 | ф | Неприятности в Техасе             | Trouble in Texas             | Кармен Серано                |
| 1937 | ф | Преступники эфира                 | Criminals of the Air         | Рита Оуэнс                   |
| 1937 | ф | Девушки умеют играть              | Girls Can Play               | Сью Коллинз                  |
| 1937 | ф | Игра, которая убивает             | The Game That Kills          | Бетти Холланд                |
| 1937 | ф | Жизнь начинается с любви          | Life Begins with Love        | гостья на ужине              |
| 1937 | ф | Плата за танец                    | Paid to Dance                | Бетти Морган                 |
| 1937 | ф | Тень                              | The Shadow                   | Мэри Гиллеспи                |
| 1938 | ф | Кто убил Гейл Престон?            | Who Killed Gail Preston?     | Гейл Престон                 |
| 1938 | ф | Специальный инспектор             | Special Inspector            | Патриша Лейн                 |
| 1938 | ф | Там всегда женщина                | There’s Always a Woman       | Мэри                         |
| 1938 | ф | Осуждённый                        | Convicted                    | Джерри Уилер                 |
| 1938 | ф | Суд по делам несовершеннолетних   | Juvenile Court               | Марша Адамс                  |
| 1938 | ф | Рейнджер-ренегат                  | The Renegade Ranger          | Джудит Альварес              |
| 1939 | ф | Отдел убийств                     | Homicide Bureau              | Джей Джи Блисс               |
| 1939 | ф | Одинокий волк: Шпионская охота    | The Lone Wolf Spy Hunt       | Карен                        |
| 1939 | ф | Только у ангелов есть крылья      | Only Angels Have Wings       | Джуди Макферсон              |
| 1940 | ф | Музыка в сердце моём              | Music in My Heart            | Патриша О’Мэлли              |
| 1940 | ф | Блонди на бюджете                 | Blondie on a Budget          | Джоан Форрестер              |
| 1940 | ф | Сьюзан и бог                      | Susan and God                | Леонора                      |
| 1940 | ф | Та самая дама                     | The Lady in Question         | Натали Роген                 |
| 1940 | ф | Ангелы над Бродвеем               | Angels Over Broadway         | Нина Барона                  |
| 1941 | ф | Клубничная блондинка              | The Strawberry Blonde        | Вирджиния Браш               |
| 1941 | ф | Почтительнейше ваш                | Affectionately Yours         | Айрин Малкольм               |
| 1941 | ф | Кровь и песок                     | Blood and Sand               | донья Соль дес Муире         |
| 1941 | ф | Ты никогда не будешь богаче       | You’ll Never Get Rich        | Шейла Уинтроп                |
| 1942 | ф | Моя девушка Сэл                   | My Gal Sal                   | Салли Эллиотт                |
| 1942 | ф | Сказки Манхэттена                 | Tales of Manhattan           | Этель Холлоуэй               |
| 1942 | ф | Ты никогда не была восхитительнее | You Were Never Lovelier      | Мария Акунья                 |
| 1944 | ф | Девушка с обложки                 | Cover Girl                   | Расти Паркер / Марибель Хикс |
| 1945 | ф | Сегодня вечером и каждый вечер    | Tonight and Every Night      | Розалинд Брюс                |
| 1946 | ф | Гильда                            | Gilda                        | Гильда                       |
| 1947 | ф | С небес на землю                  | Down to Earth                | Терпсихора / Китти Пендлтон  |
| 1947 | ф | Леди из Шанхая                    | The Lady from Shanghai       | Эльза Баннистер              |
| 1948 | ф | Кармен                            | The Loves of Carmen          | Кармен                       |
| 1952 | ф | Афера на Тринидаде                | Affair in Trinidad           | Крис Эмери                   |
| 1953 | ф | Саломея                           | Salome                       | принцесса Саломея            |
| 1953 | ф | Мисс Сэди Томпсон                 | Miss Sadie Thompson          | Сэди Томпсон                 |
| 1957 | ф | Огонь из преисподней              | Fire Down Below              | Айрина                       |
| 1957 | ф | Приятель Джоуи                    | Pal Joey                     | миссис Вера Прентис-Симпсон  |
| 1958 | ф | За отдельными столиками           | Separate Tables              | Энн Шенкланд                 |
| 1959 | ф | Они приехали в Кордура            | They Came to Cordura         | Аделаид Гири                 |
| 1959 | ф | Статья на первой странице         | The Story on Page One        | Джозефин Браун / Джо Моррис  |
| 1961 | ф | Счастливые воры                   | The Happy Thieves            | Ив Льюис                     |
| 1964 | ф | Мир цирка                         | Circus World                 | Лили Альфредо                |
| 1965 | ф | Денежная ловушка                  | The Money Trap               | Розали Кенни                 |
| 1966 | ф | Маки — это тоже цветы             | The Poppies Are Also Flowers | Моник Марко                  |
| 1967 | ф | Авантюрист                        | L’Avventuriero               | тетя Катерина                |
| 1968 | ф | Ублюдки                           | I Bastardi                   | Марта Уильямс                |
| 1970 | ф | Голый зоопарк                     | The Naked Zoo                | миссис Голден                |
| 1970 | ф | Дорога на Салину                  | La route de Salina           | Мара                         |
| 1971 | с | Хохмы Роуэна и Мартина            | Laugh-In                     | исполнительница              |
| 1972 | ф | Гнев Господень                    | The Wrath of God             | сеньора Де Ла Плата          |

## Награды
Несмотря на участие более чем в 60 фильмах на протяжении 37 лет, в том числе исполнение главных ролей в известнейших, признанных классическими фильмах таких как «Гильда», Рита Хейворт никогда не номинировалась на «Оскар».
В дуэте с Джоном Уэйном Хейворт сыграла в фильме «Мир цирка» (1964), за роль в котором номинировалась на «Золотой глобус» в номинации «Лучшая актриса в драматическом фильме» (премия в тот год досталась Энн Бэнкрофт за роль в фильме «Пожиратель тыкв»). Это единственная зафиксированная номинация за всю её карьеру.
В 1977 году Рита Хейворт становится лауреатом премии «Наследие национального экрана» (National Screen Heritage Award)

## Образ Риты Хейворт в литературе и кино
- В знаменитом итальянском неореалистическом фильме 1948 года «Похитители велосипедов» Витторио де Сика главный герой Антонио старательно наклеивает афишу с изображением Риты Хейворт, и в этот момент его велосипед крадут.
- Образ Хейворт использован в романе Мануэля Пуига «Предательство Риты Хейворт» (1968).
- В повести Стивена Кинга «Рита Хейуорт и спасение из Шоушенка» главный герой, готовя побег из тюрьмы, делает в стене своей камеры дыру, которую прикрывает постером Риты Хейворт.
- В фильме Фрэнка Дарабонта «Побег из Шоушенка», снятом по повести Стивена Кинга, заключённые смотрят в тюремном кинотеатре «Гильду» с участием Хейворт.
- В фильме «Малхолланд Драйв» (режиссёр Дэвид Линч) героиня, пережившая провал памяти, увидев постер Хейворт, называет себя Ритой.
- В сериале «Корона» (2 сезон, 5 серия) принц Филипп приводит прическу Риты Хейворт в пример своей жене королеве Елизавете II.
- В сериале «Агент Картер» (2 сезон, 3 серия) Джек Томпсон, шеф СНР, при передаче кинопленки вспоминает Риту Хейворт.
- В фильме Секреты Лос-Анджелеса, есть персонаж-двойник Риты Хейворт.